# Jensen H-type
Jensen H-type — легковий автомобіль з кузовом седан, що виготовлявся компанією Jensen Motors у 1938—1945 рр. Мав посилене шасі від Ford, кузовні панелі з алюмінієвого сплаву. Автомобіль продавали з рядним 8-циліндровим верхньоклапанним (OHV) двигуном Nash (з робочим об'ємом 4,3 л). Однак, принаймні один екземпляр H-type комплектувався 12-циліндровим V-подібним двигуном від Lincoln Zephyr.
Оскільки автомобіль виготовлявся у воєнний час, виробництво на заводі у Вест-Бромвічі не сягало значних об'ємів через надмірну військову потребу у сировині. Загалом завод Jensen покинули 15 екземплярів H-type.